# Жозе Рамуш-Орта
Жозе Рамуш-Орта (26 грудня 1949 , Ділі, Португальський Тимор ) — чинний президент Східного Тимору з 20 травня 2022
,
також обіймав посаду президента Східного Тимору 20 травня 2007 — 20 травня 2012 року. Один із засновників руху ФРЕТІЛІН, активний борець за незалежність Східного Тимору від Індонезії.

## Біографія
Народився 26 грудня 1949 у Ділі, столиці Східного Тимору. Його мати була тиморкою, а батько — португальцем. У нього було 11 братів та сестер, 4 з яких були вбиті Індонезійськими військовиками.
Жозе Рамуш-Орта вивчав Міжнародне право у Гаазькій академії міжнародного права у 1983 році та міжнародне право з прав людини у Міжнародному інституті з прав людини.
З початку 1970-х брав активну участь у русі за незалежність Східного Тимора. Обіймав посаду «міністра закордонних справ у вигнанні» (1975, 2000-2002). У 1988 році вийшов з лав руху ФРЕТІЛІН та продовжив діяльність як незалежний політик.
У 1996 разом з єпископом Карлушем Біле здобув Нобелівську премію миру.
Після здобуття Східним Тимором незалежності у 2002 став міністром закордонних справ нової держави, а в 2006-2007 — прем'єр-міністр Східного Тимору. З 20 травня 2007 — другий президент після проголошення незалежності країни.
11 лютого 2008 року був важко поранений в живіт внаслідок замаху, організованого екстремістською організацією бойовиків Східного Тимору. Внаслідок замаху лідер бойовиків, Алфреду Рейнаду, загинув. Після замаху Рамос-Орта був доставлений на австралійську військову базу у Ділі, згодом був переправлений до Австралії. Лікарі констатували 2-3 поранення, особливо важко була зачеплена права легеня. Був переведений у стан штучної коми для підтримки життєвих функцій організму. Виведений з цього стану 21 лютого. 17 квітня Жозе Рамуш-Орта повернувся до Східного Тимору й дав пресконференція в аеропорту одразу після повернення.